# Microsoft Compressed HTML
Microsoft Compressed HTML (MCH), ou Microsoft HTML Help, est un format propriétaire pour les fichiers d'aide sur internet, développé par Microsoft et publié pour la première fois en 1997 comme étant le successeur du format Microsoft WinHelp. Introduit sur le marché pour Windows 98, il est toujours utilisé sur Windows XP et sur Windows 7 pour des logiciels tiers.

## Fonctionnalités
L'aide Microsoft Compressed HTML permet d'avoir une aide en ligne (documentation électronique avec possibilité de navigation entre les rubriques d'aide) ainsi qu'une aide contextuelle (Infobulles donnant l'explication des différents objets à l'écran). Par contre, les bulles d'aide (tooltip) font partie du programme et non pas du fichier d'aide.
L'affichage de l'aide est gérée par le programme C:\Windows\hh.exe (pour HTML Help Workshop).

## Formats de fichier
Les fichiers d'aide portent l'extension CHM (compressed HTML) pour la version 1, et HXS pour la version 2. Un fichier d'aide compressé est une archive contenant plusieurs fichiers HTML — un par rubrique (topic) — ainsi que les images et d'autres fichiers permettant une visualisation avec l'interface d'aide. Le système utilise un algorithme de compression LZX.

## Décompression d'un fichier CHM
Un fichier CHM peut être décompressé en utilisant le programme hh.exe de Microsoft Windows : il suffit de taper en ligne de commande :
```
hh -decompile 
dossier_cible
 
nom_de_fichier
.chm
```

où nom_de_fichier est le fichier CHM que l'on veut décompresser et dossier_cible est le dossier dans lequel on va le décompresser.

## Création de l'aide
Le fichier d'aide est obtenu en compilant plusieurs fichiers :
- le fichier de projet, qui porte l'extension .hhp (HTML Help Project) : il fait le lien avec les différents fichiers ;
- les rubriques d'aide, sous la forme de fichiers HTML (avec l'extension .htm ou .html) ; il y a un fichier par rubrique ;
- les images auxquelles il est fait référence dans les fichiers HTML, au format GIF ;
- la table des matières, qui porte l'extension .hhc (HTML Help Contents) ;
- l'index, qui porte l'extension .hhk.

La compilation est faite par le programme hhc.exe, qui fait partie de la suite de développement Microsoft HTML Help SDK (software development kit), ou bien par un programme de création d'aide d'un autre éditeur (comme Adobe RoboHelp d’Adobe Systems ou Doc-To-Help de ComponentOne).